# Tokugawa Yoshinobu
Yoshinobu Tokugawa (japansk: 徳川慶喜, født 28. oktober 1837 i Edo i Japan, død 22. november 1913 i Tokyo) var den sidste japanske shogun (1866–67). Han fratrådte i 1867 efter pres fra reformisterne, som arbejdede for at genindsætte kejseren, som reel leder af Japan og efterstræbede en række andre reformer.

## Liv og virke

### Baggrund
Han blev født som syvende søn af Tokugawa Nariaki, som var den 9. daimyō af Mito (nu præfekturet Ibaraki). Han blev som barn adopteret af en Gosankyō af Hitotsubashi-linjen af Tokugawa-familien. Denne var i 1847 blevet til familieoverhoved og havde gjort sig bemærket som en dygtig administrator.
Da shōgunatet i 1858 faldt i hænderne til Tokugawa Iemochi og hans mægtigste rådgiver Ii Naosuke, blev han arresteret sammen med sin fader, sat i husarrest og for en kortere tid politisk neutraliseret, eftersom han havde kommet til kort i kampen om shōgun-embedet, selv om han var blevet aktivt støttet af Hotta Masayoshi og fra reformfløjens Kōmei-Tennō. Reformforkæmperne havde håbet, at han ville have fortsat med fornyelser i Mito-skolens ånd. Blandt hans støtter var også den indflydelsesrige daimyōen af Satsuma, Shimazu Nariakira. Under disse urolige tider blev han nødsaget at nedlægge sin status som familieoverhoved.
I 1860 blev han atter familieoverhoved, efter at hans hovedmodstander Ii var blevet myrdet.

### Shogun
I 1866 efterfulgte han den da afdøde Tokugawa Iemochi som shōgun. Han forsøgte at få støtte til langsomme moderniseringer, som han udformede i samarbejde med den franske diplomat Léon Roches, men opnåede ikke særlig tilslutning til projektet. Han gik til sidst af som shogun den 9. november 1867 under pres fra de mere utålmodige reformforkæmpere, som i stedet for at videreføre Shōgunatet (Bakufu) foretog en nominel restauration af kejserherskabet med samtidig modernisering. Han fratrådte imidlertid alene fra selve embedet, men beholdt sin faktiske magt.
Han drog derefter fra Kyōto til Ōsaka, men måtte opleve hvordan indflydelsesrige daimyō ved Tennō-hoffet gik ind for at fratage ham al magt og pantsætte hans ejendom. Han protesterede formelt mod disse tiltag. Tennōen erklærede så, at han selv var i besiddelse af sine gamle herskabsrettigheder.
Resultatet blev udbruddet af Boshinkrigen. Tokugawa Yoshinobu forsøgte at angribe hovedstaden Kyōto og få Tennōen i sin vold. Talmæssigt var hans styrker tre gange så store som modstanderens, og de var godt uddannede af franske militærrådgivere (blandt andre af Jules Brunet). Men de var temmelig dårlig udrustede. I slaget ved Toba-Fushimi fra 27. til 31. januar 1868 led de et afgørende nederlag.
Tokugawa Yoshinobu flygtede da til Edo. Da de kejserlige styrker dukkede op uden for byen, kapitulerede han den 11. april 1868 i Edo-slottet. Han adopterede forud for dette sammen med Tokugawa Iesato et ungt familiemedlem, som derpå blev det nye familieoverhoved.

### Efter kapitulationen
Der efter blandede han sig ikke mere i Japans politiske liv og trak sig tilbage til et stille liv i præfekturet Shizuoka. Der foretog han private studier, viet sig til oliemaleri, gik på jakt, og befattede sig intensivt med fotografi. Han udviste i det hele taget stor interesse for den nye tids moderne udvinninger. Han elskede at cykle, og købte sig en automobil.
I 1897 flyttede han til Tokyo og i 1902 fik han af kejser Meiji titel som marki.
Tokugawa Yoshinobu døde i en alder af 76 år og blev begravet i Yanaka-gravlunden i Tokyo.
Hans niende datter, Tokugawa Tsuneko, giftede sig med den kejserlige prins Fushimi Hiroyasu, en fætter til den senere kejser Hirohito.